# Les Places
Places – miejscowość i gmina we Francji, w regionie Normandia, w departamencie Eure.
Według danych na rok 1990 gminę zamieszkiwało 56 osób, a gęstość zaludnienia wynosiła 29 osób/km² (wśród 1421 gmin Górnej Normandii Places plasuje się na 826 miejscu pod względem liczby ludności, natomiast pod względem powierzchni na miejscu 887).